# Parco minerario di Floristella-Grottacalda
Il parco minerario di Floristella-Grottacalda è un parco minerario siciliano, che si estende su una vasta area situata sulla confluenza delle superstrade che collegano Enna, Piazza Armerina, Valguarnera Caropepe e Aidone. È uno dei più importanti esempi di archeologia industriale del Mezzogiorno ed è gestito dall'omonimo ente parco, istituito con legge della Regione Siciliana nel 1991. Tutta l'area di 400 ettari è sottoposta ai vincoli di tutela ambientale.

## Storia

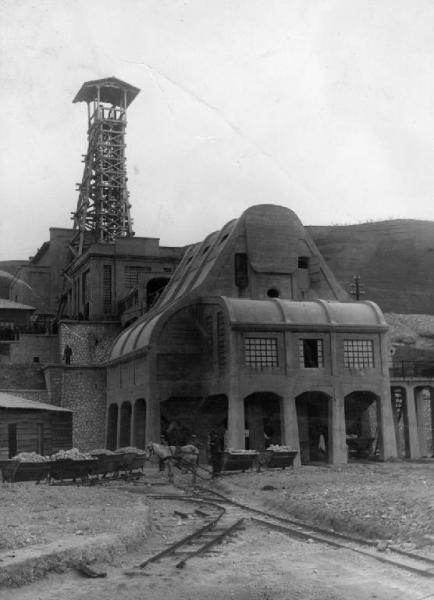
Una vecchia foto del Pozzo Mezzena

Le grandi miniere di zolfo di Floristella e Grottacalda, insieme alle altre più piccole della provincia di Enna, a partire dalla fine del Settecento sono state fonte di ricchezza economica di rilevanza europea, anche se spesso a prezzo di disumano sfruttamento degli operai. La miniera difatti, seppur tutt'oggi caratterizzata da una singolare bellezza, ricorda che la storia dei minatori è la storia di uomini che hanno affrontato per secoli fatiche disumane e umiliazioni inimmaginabili, e che tutto fa parte della storia siciliana.

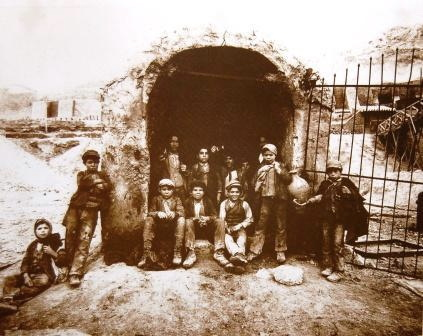
Operai bambini all'ingresso di una solfara nel 1899

Fino alla prima metà dell'Ottocento l'attività estrattiva era basata sul duro lavoro manuale di migliaia di scavatori, anche bambini di 6 anni, che sopportavano le tremende condizioni di lavoro in cambio di una misera paga. Luigi Pirandello illustrò tale realtà nella sua novella Ciaula scopre la luna.
Le condizioni di lavoro dei minatori migliorarono in seguito con l'evoluzione dei processi estrattivi e con l'uso delle mine. In tale contesto, Agostino Pennisi barone di Floristella, iniziò a dare un volto imprenditoriale al processo di estrazione e lavorazione dello zolfo e fece erigere un pregevole palazzo, ancor esistente, che utilizzò come dimora di famiglia e come luogo di ricerca e sperimentazione.
Le miniere di zolfo cominciarono ad entrare in crisi a partire dagli anni trenta, quando furono date in gabella, anche se conobbero un rilancio a causa del secondo conflitto mondiale, e lo restarono fino al 1963. Alla fine degli anni '60 furono acquisite dalla Regione, attraverso l'Ente minerario siciliano. L'ultimo dei tre pozzi verticali fu aperto negli anni '70.
L'attività estrattiva però cessò definitivamente la produzione nel 1986
Seguì un lungo periodo di abbandono di tutte le strutture fino alla soglia degli anni novanta.
L'area del complesso minerario era inoltre interamente attraversata dalla ferrovia Dittaino-Piazza Armerina-Caltagirone che vi aveva diverse stazioni; questa venne chiusa e rapidamente smantellata all'inizio degli anni 70.
La nascita dell'Ente Parco Minerario Floristella - Grottacalda venne stipulata dall'articolo 6 della legge regionale n. 17 del 1991, che per le sue attività si avvaleva di personale dell'ex Ente minerario siciliano e del Corpo forestale della Regione siciliana.  Il Parco Minerario, che si estende su un’area di 400 ettari, accorpa le due omonime miniere di zolfo dismesse, risultando uno dei più espressivi insediamenti d’archeologia industriale esistenti nel sud d’Italia.
Nel 1992 il regista Aurelio Grimaldi, gira ed ambienta il film La discesa di Aclà a Floristella nella miniera.

## Caratteristiche
Il parco minerario è costituito da una vasta area della provincia di Enna e include tutte le strutture e le apparecchiature di lavoro di quelle che furono tra le più grandi miniere di zolfo della Sicilia; "l’oro giallo dei poveri" era di una tale purezza da avere determinato uno standard praticamente insuperabile e veniva considerato della migliore qualità disponibile sul mercato. Il sito, paesaggisticamente pregevole del parco, la cui ricchezza un tempo era costituita dalle miniere di zolfo, oggi costituisce una meta ricca di notevoli spunti culturali e naturalistici e può considerarsi un grande museo all’aria aperta. 

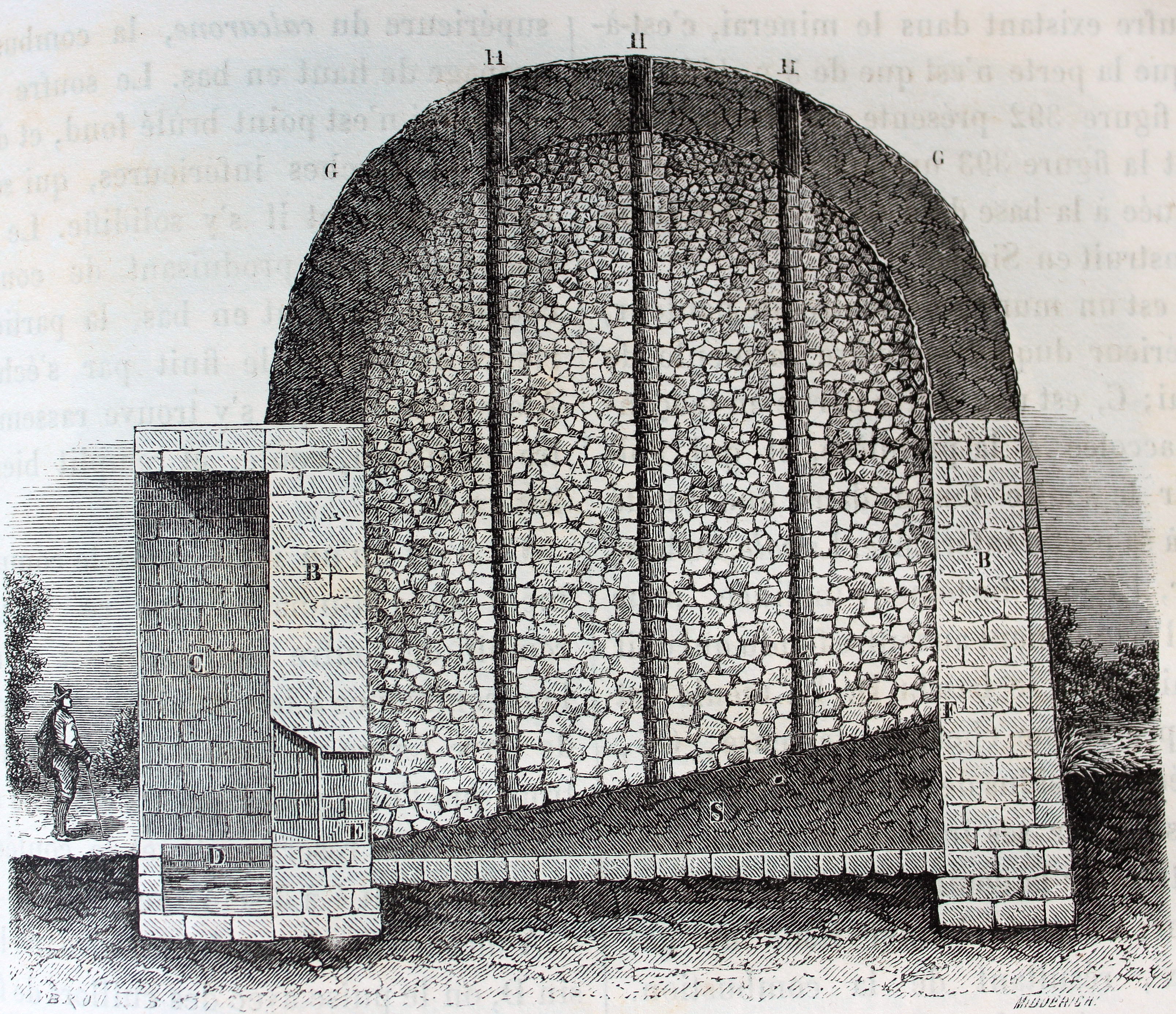
Un "calcarone"

Dalle antiche “discenderie” di accesso alle gallerie sotterranee, circa 180, ai tre “pozzi” di estrazione con i relativi “castelletti” completi di sale argano, il più antico dei quali risalente al 1868. Dalle più antiche “calcarelle”, ai “calcaroni” adottati industrialmente intorno al 1850, ai forni di fusione dello zolfo "Gill” costruiti verso il 1880. Nel territorio del parco sono ancora visibili le gallerie, le strutture, le apparecchiature e gli impianti utilizzati per l’estrazione dello zolfo nei due secoli di attività, insieme con gli antichi alloggi e servizi dei minatori.
L'estensione complessiva del parco è di 400 ettari; di questi, 200 ettari corrispondenti al nucleo di Floristella, sono demanio della Regione Siciliana. Gli altri 200 costituenti il nucleo di Grottacalda sono di proprietà privata. 
Sono presenti inoltre le caratteristiche maccalube (vulcanelli di fango): in quest’ambito una particolare menzione meritano la sorgente di acque sulfuree che alimenta il rio Floristella e, soprattutto, le emissioni continue di metano e acqua salata e ferruginosa, sgorganti con piccola portata da alcune bocche tra loro, visibili nella parte nord dell’area del parco.
L'area del parco forma un triangolo ai cui vertici si trovano località come il lago di Pergusa e il parco faunistico-floreale della Ronza.
Le aree del parco erano attraversate fino al 1971 dalla dismessa ferrovia Dittaino-Piazza Armerina-Caltagirone che vi fermava per il traffico di merci ed operai a Mulinello, Floristella, Grottacalda e Valguanera. In corrispondenza della ormai dismessa stazione di Grottacalda, a 647 metri s.l.m., è presente un tratto boschivo per oltre 1,5 km.
L'esame delle diverse strutture abitative esistenti e delle strutture manifatturiere della zona mineraria evidenzia ed illustra i processi di modificazione sociale prodottisi nel territorio con l'avvento dell'industrializzazione. Molto interessanti sono anche le strutture architettoniche ubicate nell'insediamento; tra queste il palazzo Pennisi, residenza estiva dell'antica famiglia nobiliare omonima proprietaria delle miniere.
L'area è raggiungibile dall'autostrada A19, Palermo-Catania, con uscita allo svincolo di Mulinello.

## Le miniere

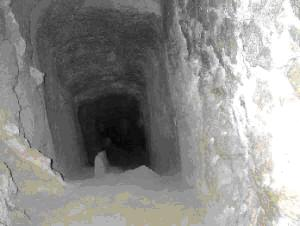
L'interno di una delle miniere

### Floristella
Il permesso di apertura della miniera di Floristella, nell'area di Valguarnera, fu concesso l'11 aprile 1825 sebbene l'estrazione dello zolfo avvenisse anche prima, in seguito alla scoperta, nel 1791, del metodo Leblanc di fabbricazione della soda ottenuta trattando con acido solforico il comune sale. Lo zolfo siciliano, abbondante in superficie e conosciuto sin dai tempi antichi, venne così richiesto in grandi quantità nei circuiti internazionali.

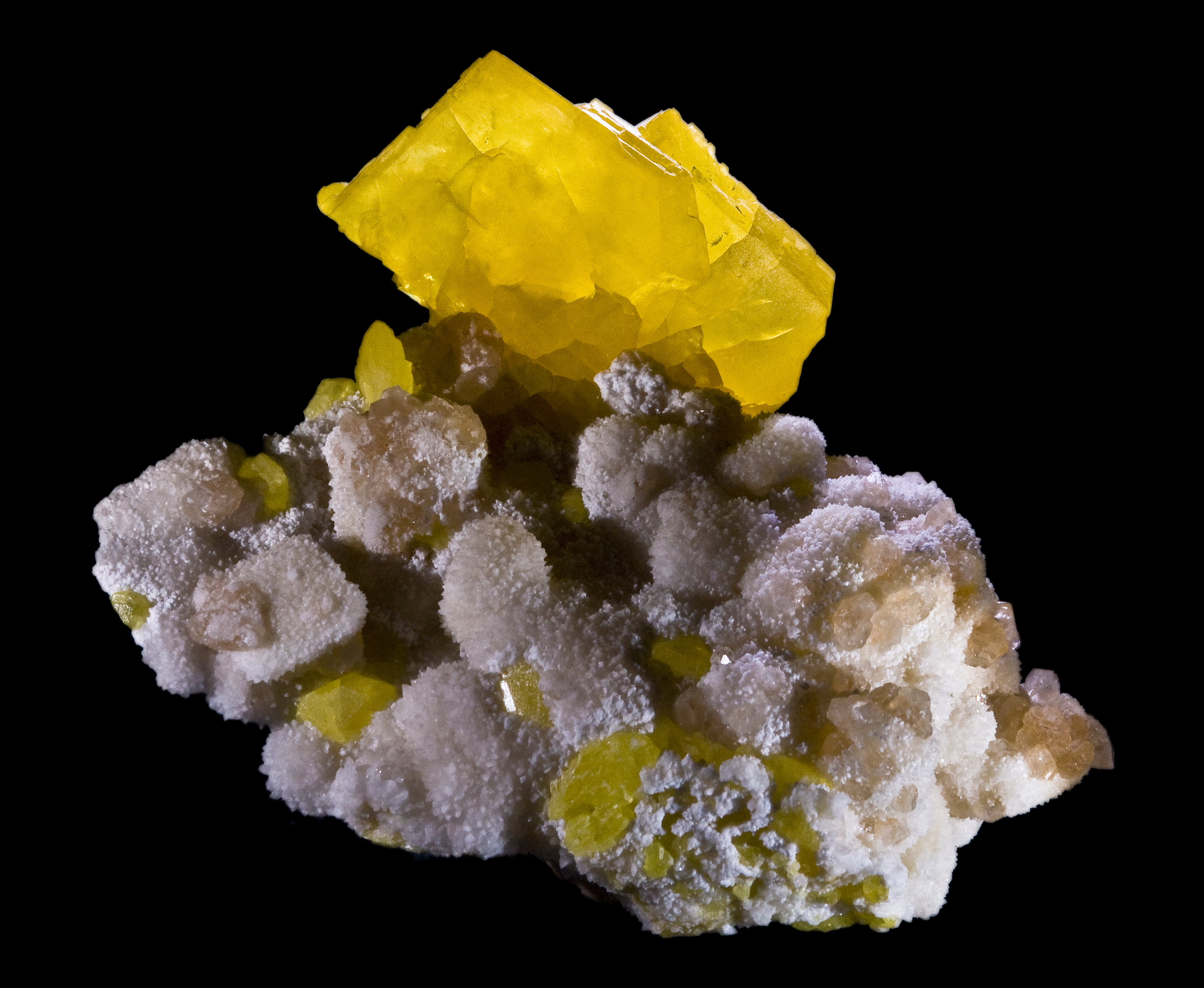
Cristalli di zolfo estratti da Floristella

La miniera di Floristella conserva il paesaggio tipico. Gallerie e pozzi semiverticali sono presenti e visibili; da questi lo zolfo staccato a colpi di piccone era trasportato fino ai calcaroni posti in prossimità delle uscite di pozzi e gallerie.
La visione delle vecchie attrezzature evoca l'immagine del durissimo lavoro e l'amara realtà dello sfruttamento del lavoro dei cosiddetti carusi, adolescenti e perfino bambini di 6 anni, che per poche manciate di soldi venivano ceduti dalle famiglie ai picconieri e utilizzati da questi per il trasporto a spalla in superficie il minerale di zolfo.

### Grottacalda
La miniera di Grottacalda durante la sua attività ospitava un gran numero di minatori. Ne sono testimonianza i ruderi dei caseggiati e delle officine e capannoni necessari all'attività mineraria, ancora visibili nel sito.
Della parte ipogeica della miniera sopravvivono tantissime bocche di pozzi di aerazione e di piani inclinati per le più primitive vie di accesso ed anche con i più moderni ascensori verticali azionati mediante gli argani elettrici o a vapore muniti di grandi strutture in legno e metallo.
Fanno da corollario alla zona mineraria, la masseria Roba Grande, un vero e proprio villaggio con corte al centro e cappella e la dismessa stazione ferroviaria di Grottacalda della linea Dittaino-Piazza Armerina.